# 石井連藏
石井 連藏（いしい れんぞう、1932年6月26日 - 2015年9月27日）は、日本のアマチュア野球選手、監督。早稲田大学野球部第9代・第14代監督。

## 略歴・人物

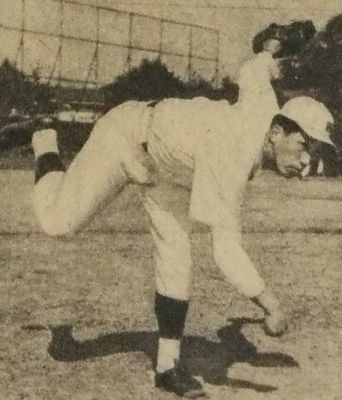
早稲田大学時代

水戸第一高等学校では、エースとして1949年秋季関東大会県予選決勝に進むが、水戸商に惜敗。翌1950年夏の甲子園予選でも北関東大会決勝に進むが、宇都宮工の神田昌男、吉成武雄（いずれものち大洋ホエールズ）のバッテリーに完封を喫し甲子園出場を逸する。
1951年に早稲田大学野球部に進み、東京六大学野球リーグでは在学中3度の優勝を経験。2年生からエースとして剛速球のストレートと大きなカーブを武器に活躍、なかでも早慶戦では6勝を挙げ大活躍した。2年次の1952年は慶應の河合貞雄と春秋にわたって全試合に投げ合いを演じ、春季2位、秋季優勝の記録を残した。また、4年次には主将を務めたほか、持ち前の勝負強い打撃から一塁手、四番打者をも務め、「主将・エース・4番打者」として慶應・藤田元司、明治・秋山登らと鎬を削る。1954年秋季リーグでは、木村保とともに投の二本柱として活躍、打者としても首位打者・打点の二冠を獲得し優勝に貢献した。同季は東京六大学で初めて実施されたベストナイン（一塁手）にも選出される。投手としてリーグ通算52試合登板21勝12敗、防御率1.78、132奪三振。打者として通算70試合出場、223打数63安打、1本塁打、31打点、打率.283。
卒業後は社会人野球の日本鋼管に進む。1955年の都市対抗に日本石油の補強選手として出場。全鐘紡との準決勝では先発を任されるが惜敗。翌1956年の都市対抗にも日本石油の補強選手として連続出場。準々決勝で因縁の全鐘紡から本塁打を放つなど活躍、藤田元司の好投もあって決勝で熊谷組を破り、神奈川県勢初優勝を果たす。
1957年に母校のコーチに就任。前任の森茂雄の退任に伴い、1958年に25歳で早稲田大学野球部第9代監督に就任。同郷・同学の大先輩飛田穂洲ゆずりの精神野球を掲げ、投手中心に守りの堅い野球で就任3シーズンでチームを大学選手権初優勝に導く。その猛練習は「千本ノック」「ノックを逃げた選手を追いかけノックするうちにグラウンドを一周してしまった」「日が沈んでもボールに石灰をまぶしてノックを続けた」などの逸話に代表され、眼光と厳しい顔立ち、過酷な練習から“鬼の連藏”と呼ばれた。1960年には伝説となった早慶六連戦を指揮、チームを3季ぶりの優勝に導いた。この“六連戦”は慶應・前田祐吉監督との青年監督対決としても話題を呼んだ。
しかし、“六連戦”以降法政の台頭・慶應の復活の陰でチームは下降線をたどり6季連続4位以下と空前の大不振をかこう。この不成績と厳しすぎる練習による選手の伸び悩みの責任を問われるように、1963年秋のシーズンを最後に監督を退き、飛田のいた朝日新聞に転じる。
朝日新聞時代、日米大学野球の実現にこぎつけた。監督時代の教え子であったアイク生原の協力も得て、日本の野球関係者の悲願であったアメリカとの定期戦を実現した。1972年に実施された第1回大会は山口高志の大活躍で日本が勝利した。このときの日本の監督は同郷で石井の次の早大監督だった石井藤吉郎だった。
その後1988年、低迷にあえぐ早大野球部の第14代監督に再就任。早稲田大学は前年所沢新キャンパスに人間科学部を設立、水口栄二ら多くの有望な新人を補強した。しかし早稲田スポーツはいずれも低迷しており、野球部も法政・明治のみならず、宿敵慶應にも後塵を拝する日々が続いていた。チームを再建してこの苦境を脱し、再び野球部の黄金時代を築こうという機運の中で石井に白羽の矢が立った。
就任直後は法政の黄金時代であり、目前で3度目の4連覇を達成されてしまう。「WASEDA」のロゴマークを付けて選手らが街中を出入りすることを嫌い、生活指導の面でも以前と同様相変わらず厳しかった。しかし、厳しい練習の中にも選手の自主性を重んじる姿勢をとった第二次石井政権は、3年目の1990年春、水口の他人間科学部1期生を中心としたチームで慶應との12年ぶりの優勝決戦を苦しみながらものにし、早稲田の杜に8年15シーズンぶりの天皇杯をもたらした。仁志敏久が主将を務めていた1993年秋にもリーグ優勝を遂げたが、この時は選手の起用方針を巡って選手と対立したため、選手自らがオーダーを作っていた。翌1994年秋のシーズンを最後に監督を引退した。
2度の監督時代を通じて、前半で安藤元博・徳武定之・近藤昭仁、後期には水口栄二・小宮山悟・仁志敏久・織田淳哉ら、卒業後プロで活躍した選手たちを送り出した。
1996年9月からは高校球界に転じ、水城高等学校野球部監督を2年務めた。
その後も日本学生野球協会の要職を務め、全日本大学野球連盟理事・評議員を務めた。早大の試合のある日は神宮球場のネット裏で観戦したり、近年では出身地の茨城県久慈郡大子町にて、毎年12月に「石井連蔵杯争奪少年野球大会」を主催するなど、野球界の次代を担う少年たちの育成にも力を入れており、この大会の閉会式には毎年自ら出席していた。
2015年9月27日、埼玉県さいたま市の自邸にて死去。83歳没。
没後の2020年1月14日、野球殿堂表彰者（特別表彰部門）に選出された。石井の野球殿堂表彰式は新型コロナウイルス感染症問題の影響で延期された2020年東京六大学野球春季リーグ戦に於いて、奇しくも終戦記念日である8月15日に明治神宮野球場にて開催された早慶戦の試合に先立って執り行われ(本来表彰式が予定されていたプロ野球オールスターゲームが中止されたことによるもの)、明治神宮外苑長を務める長男の石井拓蔵が立ち会った。

## キャリア・経歴
- 全日本大学野球選手権大会優勝監督
- 全日本大学野球連盟理事・評議員

## 記念碑
水戸市三の丸の水戸城跡に水戸第一高等学校（水戸一高）の校舎とグラウンドがあり、飛田穂洲と石井連藏の記念碑が建てられている。